# Bellum Octavianum
Bellum Octavianum (»Oktavijeva vojna«) je bila rimska republikanska državljanska vojna, ki se je bila leta 87 pr. n. št. med konzuloma tistega leta, Gnejem Oktavijem (Gnaeus Octavius) in Lucijem Kornelijem Cinno (Lucius Cornelius Cinna). Cinna je zmagal konec leta 87 pr. n. št.
Sovražnosti so izbruhnile, potem ko je Oktavij nasprotoval Cinnovim poskusom, da bi italijanske državljane, ki so jim po socialni vojni podelili volilno pravico, razdelil v  volilna plemena in da bi iz izgnanstva odpoklical izobčenega Gaja Marija. Cinna je bil po boju na Forumu izgnan iz mesta. Začel je potovati po Italiji, da bi rekrutiral može, medtem ko ga je Senat v Rimu na konzulatu zamenjal z Lucijem Kornelijem Merulo (konzul 87 pr. n. št.), Jupitrovim duhovnikom. Cinna je prevzel nadzor nad rimsko vojsko, nameščeno v Noli in se mu je pridružil izgnani Marij. Oktavij si je pridobil podporo dveh drugih rimskih generalov na bojišču v Italiji, Kvinta Cecilija Metela Pija in Pompeja Strabona; Samniti, ki so bili formalno v Zavezniški vojni (91–87 pr. n. št.) z Rimom, so se pridružili Cinni. Peter Brunt ocenjuje, da je imel Oktavij na voljo približno 60.000 mož, medtem ko jih je imel Cinna približno dvakrat toliko.
Marius je zavzel in izropal Ostio, s čimer je Rimu odrezal oskrbo, Cinna pa je mesto oblegal. Cinnova namestnika Kvint Sertorij (Quintus Sertorius) in Gnaeus Papirius Carbo (konzul 85 pr. n. št.) sta se neuspešno borila proti Oktaviju in Strabonu blizu Janicula. Potem, ko je Strabon umrl zaradi naravnih vzrokov, so njegove čete prebegnile k Cinni, kar je konzula Oktavija prisililo, da je zaprosil za mir. Cinna in Marius sta vstopila v Rim. Ubila sta številne nasprotnike in v zmanipuliranih sojenjih obtožila druge. Oktavij je bil ubit; Merula je storil samomor; Katul, njegov osebni sovražnik, je bil postavljen pred sodišče, a se je pred obsodbo ubil. Cinna in Marij sta se sama izvolila za konzula; njuna frakcija je prevladovala v Italiji do Sullove državljanske vojna leta 83 pr. n. št.

## Ozadje
Glavno vprašanje v rimski politiki leta 88 pr. n. št. je bilo, kako naj se novim državljanom – Italikom, ki so zaradi zavezniške vojne (91–87 pr. n. št. – podeli volilna pravica. V skladu z "lex Julia" iz leta 90 pr. n. št. bi bila množica novih državljanov stlačena v deset ali osem novih plemen, ki bi jih preglasovalo obstoječih petintrideset plemen starih državljanov. Plebejski tribun Publij Sulpicij Ruf je sprejel zakonodajo o razdelitvi novih državljanov med obstoječih petintrideset plemen.
Konzula leta 88 pr. n. št. sta bila Lucij Kornelij Sula (Sula) in Kvint Pompej Ruf (konzul 88 pr. n. št.. Sula je bil uspešen general v Zavezniški vojni in drugih predhodnih konfliktih. Zaradi odpora proti njegovemu kontroverznemu predlogu je Sulpicij zbral ulično drhal, ki je v pretepu ubila sin konzula Pompeja in oba konzula pregnal iz mesta. Plutarh trdi, da je bil Pompeju odvzet konzulski položaj, čeprav je to dvomljivo. Bolj konkretno, Sulpicij je sprejel zakonodajo, s katero je Suli odvzel poveljstvo proti Mitridatu in ga nezakonito dodelil njegovemu staremu tekmecu, Gaju Mariju, ki je bil takrat zasebni državljan.  Takrat so to razumeli kot kršitev tradicionalne konzulove pravice do prevlade pri vodenju rimskih vojsk. 
Sula je v odgovor spodbudil svoje čete v Noli, naj vzpostavijo red v mestu, saj je trdil, da je Sulpicijev zakon napad na avtoriteto konzulov in ljudi, ki so jih izvolili.  Poleg argumenta, da bi Marij lahko vojsko nadomestil z novimi naborniki, s čimer bi vojake prikrajšal za pričakovani plen z Vzhoda, je vodil vojsko proti Rimu, medtem ko so ga vsi njegovi častniki zapustili (razen Lukula). Vojaški tribuni, ki jih je Marius poslal prevzeti poveljstvo, so bili ubiti, kasnejša skupina odposlancev iz senata pa je bila napadena.  Ker je bil Rim brez obrambe, je Sula sredi viharja ljudskega ogorčenja vkorakal v mesto. Njegovi možje, osramočeni s strani državljanov, so se skoraj zlomili, preden jih je Sula osebno spodbudil. Sula je sklical senat in ga prepričal, naj Marija, Gaja Marija Mlajšega (Marijevega sina), Sulpicija in devet drugih razglasi za izobčence. Izgnanci, obsojeni na smrt brez sojenja, so vsi uspešno pobegnili iz mesta (razen Sulpicija, ki je bil izdan in ubit).
Sulpikovi zakoni so bili razveljavljeni, ker so bili sprejeti na silo, s čimer so Suli vrnili poveljstvo proti Mitridatu in razveljavili razdelitev novih državljanov med petintrideset obstoječih plemen. Po sprejetju nekaterih drugih reform je Sula po izvedbi volitev zapustil mesto in se odpravil v Kapuo. Njegova široka nepriljubljenost,, pa se je močno čutila, ko so bili na teh volitvah vsi njegovi kandidati zavrnjeni, na katerih pa sta bila za konzula izbrana Gnej Oktavij (konzul 87 pr. n. št.)in Lucij Kornelij Cinna. Sula je oba moža s prisego prisilil, da sta spoštovala njegove zakone; se je pa to izkazalo za neučinkovito omejitev.

## Izbruh
Ko se je Sulov brezprecedenčni konzulat končal, sta bila Oktavij in Cinna imenovana za konzula. Do takrat je Cinna že prepričal plebejskega tribuna, da je preganjal Sulo in mu preprečil zapustitev Italije. To ni uspelo, saj je Sula ignoriral zahteve tribuna, naj se vrne v Rim in je bil kljub temu imun pred pregonom zaradi svojega prokonzularnega imperiuma; je hitro odšel v vojno na Mitridata. Cinna je prav tako ponovno pozval k razdelitvi novih italijanskih državljanov med obstoječih petintrideset plemen.
Skupaj s Cinnovim zakonom o odpoklicu tistih, ki jih je Sula izgnal, ga je to spravilo v konflikt z Oktavijem. Oktavij je zagotovil večino tribunov, da so zavrnili Cinnove zakone o razdelitvi in odpoklicu, kar je sprožilo upor, ki je ogrožal tribune in je morda samo po sebi sprožilo senatus consultum ultimum. Potem, ko se je incident med podpornikoma obeh konzulov sprevrgel v nasilje – Oktavijevi podporniki naj bi pobili nekaj novih državljanov, ki so korakali s Cinno – je Cinna zapustil mesto, da bi zbral vojsko, ki se ji je pridružila večina plebejskih tribunov in Kvint Sertorij.
Ko je Cinna zapustil mesto, ga je senat razglasil za abdiciranega s konzulskega položaja in za hostis (sovražnika države). senatus consultum ultimum je bil verjetno umaknjen. Namesto Cinne je bil za konzula imenovan Lucij Kornelij Merula (konzul 87 pr. n. št.), ki je bil veliki duhovnik Jupitra (flamen Dialis). Zaradi omejevalnih verskih obveznosti duhovništva Merula večinoma ni mogel opravljati svojega konzulata, zato je Oktavij postal dejansko edini konzul.
Cinna je medtem dosegel Nolo: Sula je tam pustil čete, da bi nadaljevale obleganje. Podkupil je častnike in vojake, da bi mu dovolili govoriti, nato pa jih je nagovoril v govoru, v katerem je odvrgel svoje konzularne označbe in nagovoril može kot državljane.  Kot državljane jih je pozval, naj upravičijo njegovo izvolitev in trdil, da bi v nasprotnem primeru nastala tiranska senatorska oligarhija, ki bi lahko vladala brez sklicevanja na ljudstvo. Vojaki so Cinno vrnili na njegov kurulski sedež in mu obnovili simbole konzularnega položaja. Vojaški častniki so nato Cinni prisegli zvestobo. 
Medtem ko je Cinna še naprej zbiral vojake po podeželju na jugu, sta Oktavij in Merula utrdila mesto in začela zbirati čete na severu in v Cisalpski Galiji. Marij je med bivanjem v Afriki slišal novice o tem spopadu, pristal v Etruriji in se pridružil Cinni. Marij je zbral približno 6.000 mož in na njihovem čelu vstopil v Cinnov tabor. Pompej Strabon, ki sta ga Oktavij in senat poklicala, da brani mesto, se je utaboril blizu Rima pri Kolinskih vratih, a je ostal na varni strani, da bi igral na obeh straneh. 

## Obleganje Rima
Cinnov načrt je bil, da te sile razdeli na tri dele. Njegova sila bi se utaborila blizu Kolinskih vrat, ena sila pod Sertorijem bi se utaborila ob reki Tiberi, Marij pa bi se utaboril blizu mestnih vrat proti |Ostiji (Porta Ostiensis). Tri sile bi nato mesto izstradale do podrejenosti. Dva odreda sta se nato vključila v ofenzivne akcije: eden pod Marijem je oblegal in s podporo prebežnikov zavzel pristanišče Ostia Antica, drugi pod Markom Mariusom Gratidianom pa je zavzel Ariminum, da bi preprečil sovražnikove okrepitve iz Cisalpske Galije. 
Pompej Strabon se ni mogel dogovoriti s Cinno in Marijem, zato se je blizu Janikula boril s Sertorijem, medtem ko je senat poskušal zbrati več mož tako, da je vsem Italikom, ki so se predali, ponudil državljanstvo. Ta poziv je zbral le šestnajst kohort, kar je bilo veliko manj, kot je bilo pričakovano. Senat je nato naročil prokonzulu Kvintu Ceciliju Metelu Piju (prej pretorju leta 90 pr. n. št.), naj po možnosti s častmi sklene mir s Samniti, proti katerim se je boril in razbremeni mesto. Samniti so zahtevali izjemno radodarne pogoje, ki jih je Metel zavrnil; Cinna se je v ločenih pogajanjih namesto tega vdal vsem njihovim zahtevam in si zagotovil njihovo podporo.  Oktavij je zmagal nad Cinno pri Janikulu, vendar je Pompej Strabon preprečil Oktaviju, da bi nadaljeval njegov uspeh,  in umaknil svoje čete pod Oktavijevim poveljstvom. 
Potem, ko je kuga prizadela vojski Oktavija in Pompeja Strabona ter ubila Pompeja Strabona in tisoče njunih mož,  so Cinnini privrženci izvedli svoj načrt, da bi mesto izstradali. Marij je zavzel Antium, Aricio, Lanuvium in druga mesta, medtem ko se je Cinna premaknil po cesti via Appia, da bi si zagotovil živila. Čete pod Oktavijem so poskušale prepustiti poveljstvo Metelu, vendar Metel ni hotel kršiti konzulovih pravic. Metel se je poskušal pogajati s Cinno; Oktavij je ugovarjal in Metel je nato pobegnil iz mesta v Afriko. Medtem, ko je Marij še naprej zaostroval obleganje, je Cinna ponudil svobodo sužnjem, ki bi se mu pridružili. Senat se je bal lakote v mestu in nato zaprosil za mir. Ker senatnim odposlancem ni uspelo zagotoviti avdience in niso mogli odgovoriti na Cinnovo vprašanje ali so se nanj obrnili kot na konzula ali kot na zasebnega državljana, so se Cinnove sile utaborile zunaj mestnega obzidja. 
Merula je protestiral, da si nikoli ni želel konzulata in se je sam odpovedal položaju, senat pa je poslal odposlance, da bi Cinno nagovorili na njegovem konzularnem sodišču. Cinno so prosili, naj se ob vstopu v mesto odpove ubijanju, vendar je to zavrnil, vendar je nakazal, da ne bo nikogar ubil, medtem ko je Marij tiho stal ob njem. Moška sta bila povabljena, naj vstopita v mesto, vendar je Marij zavrnil in se sklical na svoje izgnanstvo. Cinnovo prvo dejanje po vstopu v mesto je bilo sprejetje zakonodaje, s katero so razveljavili vse Sulove izgnance; Marij je nato vstopil v mesto. Oktavij, ki ni hotel pobegniti iz mesta, je bil nato ubit na svojem kurulskem stolu, postavljenem v Janikulu; nato so mu odsekali glavo in jo razstavili na forumu. 

## Posledice
Po zmagi si je Cinna prizadeval kaznovati tiste, ki so ravnali v nasprotju z zakonom.  Marij pa je zasledoval svoje osebne in politične sovražnike. Med njimi so bili Gaj Julij Cezar Strabon in Lucij Julij Cezar (konzul 90 pr. n. št.), Publij Licinij Kras (konzul 97 pr. n. št.) in njegov sin, skupaj z govornikom Markom Antonijem. Umori niso bili razširjeni čez politični razred in so verjetno odražali Marijeve osebne zamere; niti žrtve niso več bile povezane s Sulo. Ni dokazov, da je bila čistka usmerjena na družine žrtev. Merula in Kvint Lutacij Katul (konzul 102 pr. n. št.) sta storila samomor, preden sta bila obsojena na sojenju. Tudi sam Sula je bil razglašen za hostis; njegovi zakoni so bili razveljavljeni in premoženje zaseženo, zaradi česar je njegova družina pobegnila iz mesta v Grčijo.
Medtem, ko kasnejši viri – vključno z Kasijem Dionom, Velleiusom Paterculusom, Livijem, Diodorjem Sicilskem in Plutarhom – trdijo, da sta Cina in Marij pet dni pobijala in pustošila mesto, so te trditve verjetno Sulova propaganda, filtrirana skozi od nejga napianega dela "Sulovi spomini". Cicero, ki je živel bliže tistemu času in se je pogovarjal z možmi, ki so živeli v času Cinnove vladavine, navaja, da sta Cinna in Marij ciljala le na politične sovražnike in nista grozila vsem prebivalcem Rima ali kako drugače plenila mesta. 
Konec leta sta se Cinna in Marij predstavila pred comitia centuriata kot edina kandidata za konzulat in sta bila na nepravilnih volitvah ustrezno izvoljena. Marij je bil oklican na začetku leta 86 pr. n. št. in je bil to njegov sedmi konzulat. Na svoj prvi dan kot konzul je ukazal vreči enega od nekdanjih tribunov s Tarpejske skale. Začel je načrtovati svojo Mitridatovo kampanjo, a je bil v dveh tednih mrtev. Cinna je preživel naslednja leta in si zagotovil lastno vsakoletno ponovno izvolitev do leta 84 pr. n. št. Marija je kot konzularnega kolega najprej zamenjal Lucij Valerij Flakus (konzul 86 pr. n. št.), nato pa Gnej Papirij Karbon (konzul 85 pr. n. št.). Flakus je bil v enem letu poslan v Grčijo, da bi se boril proti Mitridatu in prevzel poveljstvo nad Sulo.
Cinnin režim je začel s pripravami na popis prebivalstva, ki sta ga leta 86 pr. n. št. izvedla Lucij Marcij Filip (konzul 91 pr. n. št.) in [[Mark Perperna (konzul 92 pr. n. št.). Vendar sta registrirala le približno 463.000 državljanov, kar je pomenilo, da večina novih državljanov še ni mogla biti registriranih v plemena. Kljub vsej svoji retoriki na začetku leta 87 pr. n. št. so se Cinna in njegovi zavezniki zdeli zelo pripravljeni nadaljevati obstoječe stanje in niso si prizadevali za dokončanje popolne registracije. Sulova grožnja na vzhodu je ostala, ko je rimska vojska, poslana, da bi ga nadomestila na mestu poveljnika, padla v kaos, potem ko je njenega generala Lucija Valerija Flakusa umoril njegov kvestor. Cinna je leta 84 pr. n. št. umrl v rokah uporniških čet, ko je poskušal preiti v Epir , da bi se soočil s Sulo. Sula se je nato spomladi leta 83 pr. n. št. na čelu mitridatovih veteranov vrnil v Italijo, kar je sprožilo nova državljanska vojna.